# Joshua Tuasulia
Joshua Tuasulia (ur. 14 czerwca 1988) – piłkarz z Wysp Salomona grający na pozycji obrońcy.

## Kariera klubowa
Obecnie Tuasulia jest zawodnikiem klubu Marist FC. Wcześniej w 2010 występował na Fidżi, gdzie był zawodnikiem klubu Suva FC.

## Kariera reprezentacyjna
W reprezentacji Wysp Salomona Tuasulia zadebiutował 6 czerwca 2012 w zremisowanym 1-1 meczu z Nową Zelandią w Pucharze Narodów Oceanii 2012, który był jednocześnie częścią eliminacji Mistrzostw Świata 2014.